# Today Is A Beautiful Day
Today Is A Beautiful Day é o segundo álbum em estúdio da banda japonesa de J-pop Supercell, lançado em 16 de março de 2011, Sony Music Entertainment Japan. O álbum contém 13 músicas escritas por Ryo, e cantada por Nagi Yanagi, embora oficialmente Yanagi não seja membro de Supercell.

## Lista de músicas
| N.º            | Título                                                                          | Ilustração      | Duração |  |
| 1.             | "Owari e Mukau Hajimari no Uta" (終わりへ向かう始まりの歌)                      | Redjuice        | 2:09    |  |
| 2.             | "Kimi no Shiranai Monogatari" (君の知らない物語)                                | Shirow Miwa     | 5:39    |  |
| 3.             | "Hero" (ヒーロー Hīrō)                                                          | 119             | 5:08    |  |
| 4.             | "Perfect Day"                                                                   | Shirow Miwa     | 4:53    |  |
| 5.             | "Fukushū" (復讐 Kurukuru Maku no Sugoi Yatsu)                                   | Yusuke Kozaki   | 3:34    |  |
| 6.             | "Rock 'n' Roll Nan desu no" (ロックンロールなんですの Rokku n Rōru Nan desu no) | Yu              | 3:34    |  |
| 7.             | "Love & Roll"                                                                   | Atsuya Uki      | 4:53    |  |
| 8.             | "Feel So Good"                                                                  | Yukihiro Kofuyu | 5:00    |  |
| 9.             | "Hoshi ga Matataku Konna Yoru ni" (星が瞬くこんな夜に)                          | Hirokazu Koyama | 4:26    |  |
| 10.            | "Utakata Hanabi" (うたかた花火)                                                 | Huke            | 6:00    |  |
| 11.            | "Yoru ga Akeru yo" (夜が明けるよ)                                               | Nagimiso        | 4:50    |  |
| 12.            | "Sayonara Memories" (さよならメモリーズ)                                        | Redjuice        | 6:05    |  |
| 13.            | "Watashi e" (私へ)                                                              | Shirow Miwa     | 2:06    |  |
| Duração total: | Duração total:                                                                  | Duração total:  | 58:20   |  |